# Lilly Pulitzer
Lillian Lee McKim (* 10. November 1931 in Roslyn, Long Island, New York; † 7. April 2013) war eine US-amerikanische Modeschöpferin und Designerin.
Im Alter von siebzehn Jahren besuchte McKim die Mädchenschule Miss Porter’s School in Farmington, im US-Bundesstaat Connecticut. Nach Abschluss der Schule fing sie eine Ausbildung als Hebamme in einem Krankenhaus in der Bronx an. 1950 heiratete sie Peter Pulitzer, einen Enkel von Joseph Pulitzer, und lebte mit ihm auf seiner Zitrusplantage in Palm Beach, Florida. Aus der Ehe gingen drei Kinder, Peter, Liza und Minnie, hervor. In dieser Zeit entwarf sie ihre ersten Kleider und nannte sie später Classic Shift Dress. Jacqueline Kennedy Onassis, spätere First Lady, gehörte zu den ersten Prominenten, die ihre Kollektion trugen und ließ sich in der Life Magazin ablichten. Dies machte sie im ganzen Land bekannt. Im Jahr 1969 ließ sie sich von ihrem Mann scheiden und ging kurze Zeit später eine erneute Ehe mit Enrique Rousseau ein.
Das Label Lilly Pulitzer produziert heute neben Kleidung auch Schuhe, Schmuck und Accessoires. Die Produkte werden in mehreren firmeneigenen Läden vertrieben und in den großen Kaufhäusern wie Bloomingdale’s.